# Liste der Baudenkmale in Calau
In der Liste der Baudenkmale in Calau sind alle denkmalgeschützten Gebäude der brandenburgischen Stadt Calau und ihrer Ortsteile aufgelistet. Grundlage ist die Veröffentlichung der Landesdenkmalliste mit dem Stand vom 31. Dezember 2020. Die Bodendenkmale sind in der Liste der Bodendenkmale in Calau aufgeführt.

## Baudenkmale in den Ortsteilen
In den Spalten befinden sich folgende Informationen:
- ID-Nr.: Die Nummer wird vom Brandenburgischen Landesamt für Denkmalpflege vergeben. Ein Link hinter der Nummer führt zum Eintrag über das Denkmal in der Denkmaldatenbank. In dieser Spalte kann sich zusätzlich das Wort Wikidata befinden, der entsprechende Link führt zu Angaben zu diesem Denkmal bei Wikidata.
- Lage: die Adresse des Denkmales und die geographischen Koordinaten. Link zu einem Kartenansichtstool, um Koordinaten zu setzen. In der Kartenansicht sind Denkmale ohne Koordinaten mit einem roten beziehungsweise orangen Marker dargestellt und können in der Karte gesetzt werden. Denkmale ohne Bild sind mit einem blauen bzw. roten Marker gekennzeichnet, Denkmale mit Bild mit einem grünen beziehungsweise orangen Marker.
- Bezeichnung: Bezeichnung in den offiziellen Listen des Brandenburgischen Landesamtes für Denkmalpflege. Ein Link hinter der Bezeichnung führt zum Wikipedia-Artikel über das Denkmal.
- Beschreibung: die Beschreibung des Denkmales
- Bild: ein Bild des Denkmales und gegebenenfalls einen Link zu weiteren Fotos des Baudenkmals im Medienarchiv Wikimedia Commons

### Buckow(Bukow)
| ID-Nr.            | Lage              | Bezeichnung                            | Beschreibung | Bild           |
| ----------------- | ----------------- | -------------------------------------- | --- | -------------- |
| 09120035 Wikidata | Dorfstraße (Lage) | Dorfkirche                             | Die evangelische Dorfkirche wurde im 14. Jahrhundert errichtet. Der Turm stammt wahrscheinlich aus dem Jahre 1671. In den Jahren 1898 bis 1904 wurde die Kirche umgebaut, unter anderem wurde eine Apsis angefügt. Die Ausstattung im Inneren ist neugotisch und um 1900 erschaffen worden. | weitere Bilder |
| 09120036 Wikidata | L 52 (Lage)       | Preußischer Meilenstein, bei km 41,631 | Datiert wird der Stein auf das Jahr 1860. Im Jahre 2006 wurde er einer gründlichen Sanierung unterzogen. | weitere Bilder |

### Calau(Kalawa)
| ID-Nr.            | Lage                                                | Bezeichnung                                                         | Beschreibung | Bild                                                                |
| ----------------- | --------------------------------------------------- | ------------------------------------------------------------------- | --- | ------------------------------------------------------------------- |
| 09120504 Wikidata | Am Gericht 13 (Lage)                                | Altes Schulhaus                                                     | Es handelt sich hier um einen eingeschossigen Ziegelbau mit Mansarddach. Datiert wird das Bauwerk auf das Jahr 1809. | Altes Schulhaus                                                     |
| 09120041 Wikidata | Am Schlagbaum (Lage)                                | Stadtmauer                                                          | Es handelt sich hier um den Rest der mittelalterlichen Feldsteinmauer, wovon im Westen der Stadt ein etwa 10 Meter hohes Stück erhalten geblieben ist. Nach verläuft es niedriger auf einer Länger von 90 Metern. | weitere Bilder                                                      |
| 09120042 Wikidata | Burgplatz (Lage)                                    | Reste der Burg                                                      | Es handelt sich hier um eine auf das 12. Jahrhundert datierte Burgruine. | weitere Bilder                                                      |
| 09120043 Wikidata | Burgplatz 6 (Lage)                                  | Burglehnhaus                                                        | Es handelt sich hier um einen zweigeschossigen Ziegelbau mit Walmdach. Datiert wird das Bauwerk auf das Jahr 1716. | weitere Bilder                                                      |
| 09120263 Wikidata | Burgplatz 8 (Lage)                                  | Wohnhaus mit Garten                                                 | Es handelt sich hier um einen zweigeschossigen Fachwerkbau mit Krüppelwalmdach. Datiert wird das Bauwerk auf das 18. Jahrhundert. | Wohnhaus mit Garten                                                 |
| 09120052 Wikidata | Joachim-Gottschalk-Straße / Karl-Marx-Straße (Lage) | Postmeilenstein                                                     | Kursächsische Postmeilensäule, nach 1815 bis auf Sockel umgestaltet (Postdistanzsäule ohne Wappen und Entfernungsangaben). Die Postmeilensäule gehört zu den Postmeilensäulen, die im Auftrag des Kurfürsten Friedrich August I. von Sachsen durch den Land- und Grenzkommissar Adam Friedrich Zürner in der 1. Hälfte des 18. Jahrhunderts im Kurfürstentum Sachsen errichtet worden sind. | weitere Bilder                                                      |
| 09120262 Wikidata | Joachim-Gottschalk-Straße 1 (Lage)                  | Postamt                                                             | Es handelt sich hier um einen zweigeschossigen Verblendklinkerbau mit Walmdach. Das Gebäude wurde nach unterschiedlichen Angaben zwischen 1890 und 1902 gebaut und diente bis 1998 als Postamt. | weitere Bilder                                                      |
| 09120049 Wikidata | Joachim-Gottschalk-Straße 35 (Lage)                 | Gedenkstätte für Joachim Gottschalk: Geburtshaus, Tafel und Denkmal | Joachim Gottschalk ist hier in Calau geboren. Die Gedenkstätte in seinem Geburtshaus erinnert an ihn. Das Haus selbst ist ein eingeschossiger Ziegelbau, vor dem ein im Jahre 1964 errichtetes OdF-Denkmal errichtet wurde. Ausgestattet ist die Gedenkstätte mit einer von Theo Balden entworfenen Skulptur.                                                                               | Gedenkstätte für Joachim Gottschalk: Geburtshaus, Tafel und Denkmal |
| 09120264 Wikidata | Joachim-Gottschalk-Straße 36, Poststraße 14 (Lage)  | Kreishaus, Kutscherwohnhaus                                         | Es handelt sich hier um einen zweigeschossigen Klinkerbau mit Satteldach. Datiert wird das Bauwerk auf die Jahre 1901 bis 1903. Entworfen wurde es von Ludwig von Tieffenbach. | weitere Bilder                                                      |
| 09120557 Wikidata | Karl-Marx-Straße (Lage)                             | Kriegerdenkmal                                                      | Das Gefallenendenkmal in Form einer Stele entstand im Jahre 1878 nach einem Entwurf von Johannes Vollmer. | weitere Bilder                                                      |
| 09120050 Wikidata | Karl-Marx-Straße (Lage)                             | Sowjetischer Ehrenfriedhof                                          | Der Sowjetische Ehrenfriedhof befindet sich nahe der Einmündung der Parkstraße in die Karl-Marx-Straße. | Sowjetischer Ehrenfriedhof                                          |
| 09120051 Wikidata | Karl-Marx-Straße / Parkstraße (Lage)                | Ehrenmal für die Opfer des Faschismus (OdF)                         | Das Friedrich Ebert gewidmete Denkmal wird auf das Jahr 1928 datiert und wurde im Jahre 1933 zum Teil zerstört. | weitere Bilder                                                      |
| 09120040 Wikidata | Karl-Marx-Straße 14 (Lage)                          | Katholische Kirche                                                  | Die katholische Kirche St. Bonifatius wurde 1930 erbaut. Dabei handelt es sich um einen vom Architekten Hubert Schmidt entstandenen Klinkerbau mit Bohlenbinderdach. | weitere Bilder                                                      |
| 09120046 Wikidata | Karl-Marx-Straße 137 (Lage)                         | Verwaltungsgebäude                                                  | Der dreigeschossige Klinkerbau wird auf die Zeit zwischen 1924 und 1926 datiert. | weitere Bilder                                                      |
| 09120038 Wikidata | Kirchstraße / Schloßstraße (Lage)                   | Stadtkirche                                                         | Die evangelische Stadtkirche stammt im Ursprung aus dem 13. Jahrhundert. Ende des 14. Jahrhunderts wurde die Kirche umgebaut und erweitert. Dabei handelt es sich um einen dreischiffigen Bau aus feld- und Backsteinen. | weitere Bilder                                                      |
| 09120039 Wikidata | Kirchstraße 15 (Lage)                               | Wendische Kirche (Landkirche)                                       | Die evangelische wendische Landkirche besteht seit mindestens 1520, der Bestand ist seitdem belegt. Die Kirche wurde 1875 umgebaut. Im Inneren befindet sich eine Schnitzfigur, die Moses darstellt und die Kanzel trägt. | weitere Bilder                                                      |
| 09120044 Wikidata | Kirchstraße 33 (Lage)                               | Mädchenschule (heute Heimatmuseum)                                  | Das Gebäude wurde 1789 gebaut und von 1887 bis 1908 zum Unterricht von ein bis zwei Mädchenklassen genutzt. Seit 1963 ist es das offizielle Heimatmuseum der Stadt. | weitere Bilder                                                      |
| 09120874 Wikidata | Lindenstraße 18 (Lage)                              | Schule mit Verbindungsbau und Turnhalle                             | | Schule mit Verbindungsbau und Turnhalle                             |
| 09120149 Wikidata | Platz des Friedens 10 (Lage)                        | Rathaus                                                             | Das im Stil der Neorenaissance gehaltene Rathaus wurde von 1879 bis 1870 an Stelle eines 200 Jahre alten Vorgängerbaus nach Plänen von Seeling errichtet. Im Zweiten Weltkrieg brannte das Gebäude aus, wurde aber in den Jahren 1946 bis 1948 in vereinfachter Ausführung wiederaufgebaut.                                                                                                 | weitere Bilder                                                      |
| 09120045 Wikidata | Poststraße 11 (Lage)                                | Villa (Kindergarten)                                                | Datiert wird der Ziegelbau auf die Zeit um 1910. | Villa (Kindergarten)                                                |
| 09120053 Wikidata | Säritzer Weg 15 (Lage)                              | Bockwindmühle                                                       | Datiert wird die historische Bockwindmühle auf das Jahr 1534. | weitere Bilder                                                      |

### Gollmitz(Chańc)
| ID-Nr.            | Lage   | Bezeichnung | Beschreibung | Bild       |
| ----------------- | ------ | ----------- | --- | ---------- |
| 09120055 Wikidata | (Lage) | Dorfkirche  | Die evangelische Dorfkirche stammt aus dem 14. Jahrhundert. Der neuromanische Westturm wurde wahrscheinlich im Jahr 1901 errichtet. Im Inneren ein Altaraufsatz mit Kanzel, datiert aus dem Jahre 1699. Das Patronatsgestühl stammt aus der Zeit um 1700. | Dorfkirche |

### Groß Jehser(Jazory)
| ID-Nr.            | Lage                  | Bezeichnung                                          | Beschreibung | Bild           |
| ----------------- | --------------------- | ---------------------------------------------------- | --- | -------------- |
| 09120605 Wikidata | (Lage)                | Familienfriedhof der Familie von Patow / von Houwald | Der Familienfriedhof befindet sich nordöstlich der Ortslage in unmittelbarer Nähe des Gemeindefriedhofs. Angelegt wurde er in den Jahren 1841 und 1842. | weitere Bilder |
| 09120612 Wikidata | (Lage)                | Familienfriedhof der Familie Vité                    | Es handelt sich hier um den Familienfriedhof der Hugenottenfamilie Vité, welche um 1900 das hiesige Rittergut erwarb. Datiert wird die Anlage auf das Jahr 1920. | weitere Bilder |
| 09120059 Wikidata | Dorfstraße (Lage)     | Dorfkirche                                           | Die evangelische Dorfkirche wurde wahrscheinlich im 15. Jahrhundert errichtet. Der Turmaufsatz wurde 1747 errichtet. Im Inneren ein Ädikula-Altar aus dem Anfang des 18. Jahrhunderts. In der Predella befindet sich ein Bild des Abendmahles. Die Kanzel ist aus der gleichen Zeit wie der Altar. Das Orgelprospekt wurde im barocken Stil im Jahre 1784 restauriert. | weitere Bilder |
| 09120060 Wikidata | Schmiedeweg 50 (Lage) | Gutshaus                                             | Der Fachwerkbau wurde in den Jahren 1793 und 1794 als Herrenhaus des Gutes Groß Jehser errichtet. | weitere Bilder |

### Groß Mehßow(Změšow)
| ID-Nr.            | Lage                       | Bezeichnung                                                               | Beschreibung | Bild           |
| ----------------- | -------------------------- | ------------------------------------------------------------------------- | --- | -------------- |
| 09120061 Wikidata | (Lage)                     | Dorfkirche                                                                | Die evangelische Kirche wurde 1864 im Stil der Neugotik erbaut. Im Inneren befindet sich ein spätgotischer Taufstein.                                                                     | weitere Bilder |
| 09120062 Wikidata | Groß Mehßow 19a, 21 (Lage) | Gutsanlage, bestehend aus Gutshaus und vier Wohn- und Wirtschaftsgebäuden | Der eingeschossige Ziegelbau des Gutshauses wird auf die Zeit zwischen 1791 uns 1831 datiert. Die restlichen Gebäude des Ensembles entstanden in der zweiten Hälfte des 18. Jahrhunderts. | weitere Bilder |

### Kalkwitz(Kałkojce)
| ID-Nr.            | Lage   | Bezeichnung | Beschreibung | Bild           |
| ----------------- | ------ | ----------- | --- | -------------- |
| 09120139 Wikidata | (Lage) | Dorfkirche  | Die evangelische Kirche stammt im Ursprung aus der zweiten Hälfte des 15. Jahrhunderts. In den Jahren um 1720 wurde die Kirche im barocken Stil umgebaut. Der Kanzelaltar im Inneren ist datiert auf das Jahr 1721. Die Hufeisenempore stammt aus dem 1734. | weitere Bilder |

### Kemmen(Kamjeny)
| ID-Nr.            | Lage                          | Bezeichnung | Beschreibung | Bild           |
| ----------------- | ----------------------------- | --- | --- | -------------- |
| 09120265 Wikidata | Kemmener Dorfstraße 1 (Lage)  | Gutsanlage, mit Herrenhaus, Wirtschaftsgebäuden (Gärtnerhaus, Melkerhaus, Scheune, Kälberstall, Schweinestall, Taubenhaus, Anordnung und Proportionen der Werkstatt), Hofpflasterung, Altbaumbestand im Gutshof, umliegender Park- und Gartenlandschaft sowie Grabstätte | Das aus Feld- und Ziegelsteinen entstandene Herrenhaus wurde in der Zeit um 1800 errichtet. | weitere Bilder |
| 09120066 Wikidata | Kemmener Dorfstraße 30 (Lage) | Dorfkirche | Die evangelische Kirche stammt aus dem 15. Jahrhundert. In den Jahren 1649 bis 1652 von Gutsbesitzer Georg Planck erneuert und neu ausgestattet. Die Kanzel stammt aus dem Jahre 1649 und wird von einer Figur getragen, die Moses darstellt. | weitere Bilder |

### Mallenchen(Jazorce)
| ID-Nr.            | Lage                | Bezeichnung | Beschreibung | Bild           |
| ----------------- | ------------------- | ----------- | --- | -------------- |
| 09120349 Wikidata | Am Schloß 9 (Lage)  | Taubenhaus  | Der achteckige Ziegelbau wird auf das 18. Jahrhundert datiert.                                                                          | Taubenhaus     |
| 09120115 Wikidata | Am Schloß 11 (Lage) | Gutshaus    | Das Gutshaus Mallenchen wurde 1780 errichtet. Es ist das Geburtshaus des späteren preußischen Finanzministers Erasmus Robert von Patow. | weitere Bilder |

### Reuden(Rudna)
| ID-Nr.            | Lage                         | Bezeichnung                                                                                                | Beschreibung | Bild                 |
| ----------------- | ---------------------------- | --- | --- | -------------------- |
| 09120131 Wikidata | Lindenallee/Feldweg (Lage)   | Kirche „Gutskapelle“                                                                                       | Die evangelische Kirche „Gutskapelle“ wurde 1729 erbaut. Zentralbau im Stil des sächsischen Barock. Der beeindruckende Kanzelaltar stammt aus der Bauzeit. | Kirche „Gutskapelle“ |
| 09120132 Wikidata | Lindenallee 6, 7, 7 a (Lage) | Herrenhaus mit Wirtschaftshof, bestehend aus Gewächshaus, Wohnhaus, Wirtschaftsgebäude, Park und Gärtnerei | Der Ursprung des Gutshauses ist unbekannt. Im Jahre 1730 von Otto Bernhardt Borcke umgebaut.                                                               | weitere Bilder       |

### Saßleben(Zasłomjeń)
| ID-Nr.            | Lage                                      | Bezeichnung                                                                              | Beschreibung | Bild                                   |
| ----------------- | ----------------------------------------- | ---------------------------------------------------------------------------------------- | --- | -------------------------------------- |
| 09120134 Wikidata | Calauer Straße 1 (Lage)                   | Gasthof                                                                                  | Der historische Fachwerkbau wird auf das Jahr 1787 datiert. | Gasthof                                |
| 09120133 Wikidata | Saßlebener Dorfstraße (Lage)              | Dorfkirche                                                                               | Es handelt sich hier um einen im 15. Jahrhundert entstandenen Feldsteinbau. Der im 18. Jahrhundert entstandene Glockenstuhl befindet sich westlich der Kirche. | Dorfkirche                             |
| 09120137 Wikidata | Parkweg (Lage)                            | Gutspark mit Pavillon und Erbbegräbnis                                                   | | Gutspark mit Pavillon und Erbbegräbnis |
| 09120370 Wikidata | Saßlebener Dorfstraße 13-15, 20-21 (Lage) | Gutsanlage, bestehend aus zwei Wohn- und Wirtschaftsgebäuden, Wasserturm und Einfriedung | Das zugehörige Schloss Saßleben brannte 1945 ab. Es war der Sommersitz der Kaufmannsfamilie Wertheim.                                                          | weitere Bilder                         |
| 09120135 Wikidata | Saßlebener Dorfstraße 23/24 (Lage)        | Wohnhaus                                                                                 | Der eingeschossige Fachwerkbau wird auf das Ende des 19. Jahrhunderts datiert.                                                                                 | BW                                     |
| 09120136 Wikidata | Saßlebener Dorfstraße 38 (Lage)           | Alte Schmiede                                                                            | Die ehemalige Schmiede wurde im Jahre 1830 erbaut. Der Stil ist dem von Schinkel nachempfunden.                                                                | weitere Bilder                         |

### Werchow(Wjerchownja)
| ID-Nr.            | Lage                    | Bezeichnung                     | Beschreibung                                                                           | Bild |
| ----------------- | ----------------------- | ------------------------------- | -------------------------------------------------------------------------------------- | ---- |
| 09120598 Wikidata | Bahnhofstraße 13 (Lage) | Wohnhaus (früher Mühlengebäude) | Der zweigeschossige Fachwerkbau mit Krüppelwalmdach wird auf die Zeit um 1800 datiert. | BW   |

### Zinnitz(Senjeńce)
| ID-Nr.            | Lage                                    | Bezeichnung                                                                 | Beschreibung | Bild           |
| ----------------- | --------------------------------------- | --------------------------------------------------------------------------- | --- | -------------- |
| 09120146 Wikidata | Dorfplatz (Lage)                        | Dorfkirche                                                                  | Das klassizistische Kirchenschiff auf rechteckigem Grundriss wurde im Jahr 1818 im Auftrag des Gutsbesitzers des Granges erbaut. Das heutige spitze Kirchturmdach stammt aus der Zeit um 1900. | weitere Bilder |
| 09120147 Wikidata | Dorfstraße 33a, Schulstraße 2, 3 (Lage) | Gutsanlage mit Schloss, Schlachthaus, Pferdestall und Rest des Schlossparks | Das klassizistische Schloss Zinnitz im Stil der Schinkelschule mit Gutsanlage und Park ist das ehemalige Wohnhaus des preußischen Finanzministers Erasmus Robert von Patow.                    | weitere Bilder |